# Leopold Friedrich Ludwig von Wietersheim
Pour les articles homonymes, voir Wietersheim.
Leopold Friedrich Ludwig von Wietersheim (né le 20 mars 1701 à Wörbzig et mort le 1er mai 1761 dans la même ville) est un général de division prussien.

## Biographie

### Origine
Les parents de Wietersheim sont Friedrich Kasimir von Wietersheim (1668-1737) et son épouse Dorothea Maria, née baronne von Morstein (1676-1747).

### Carrière militaire
Wietersheim étudie d'abord à la maison, puis au Pädagogium de Halle à partir de 1715 et à l'Université Frédéric à partir de la mi-octobre 1718. En raison de sa taille, Léopold d'Anhalt-Dessau le persuade de rejoindre son régiment et en 1719 il devient Fahnenjunker dans le régiment "Thadden". L'année suivante, il devient Fähnrich. En août 1723, il est transféré au régiment de corps de Frédéric-Guillaume Ier. Wietersheim est capitaine lorsque Frédéric II devient roi en 1740. En juin de la même année, le roi le nomme lieutenant-colonel et le transfère au régiment d'infanterie "de Brunswick". En 1741, il est envoyé à Denim pour y reprendre le régiment de Schwarzbourg et en mai 1742 il en devient le commandant.
En mai 1743, le roi le nomme colonel. Dans cette fonction, il dirige le régiment du quartier de Soldin en royaume de Bohême  À la fin de 1745, il assiège Cosel. Le 18 mai 1750, il devient Generalmajor, mais reste initialement aux commandes du régiment.
Le 30 septembre 1752, il devient chef du régiment "Derschau". En août 1756, avec le début de la guerre de Sept Ans, il marche en électorat de Saxe. Après la reddition des troupes saxonnes à Pirna, il reçoit le régiment "von Rochow" pour la formation, qui se compose de saxons capturés. À la fin de 1757, le régiment est dissous et les hommes sont répartis. Lorsque Samuel Adolph von Kalckreuth (de) prend sa retraite, Wietersheim obtient son régiment, qui comprend également des saxons. Dans la bataille de Breslau, il commande le régiment "Brandeis" et le bataillon "Kalkreuth" sur l'aile droite de la formation. Il dirige ensuite l'attaque de Pillnitz et reste en Saxe pour le reste de 1758. En décembre 1758, il se rend aux quartiers d'hiver à Zwickau avec ses troupes. Là, il tombe gravement malade, de sorte qu'il est inapte au service. Il est libéré en 1759 et prend sa retraite dans son domaine de Wörbzig. Il y meurt en 1761.

### Famille
Wietersheim est mariée depuis le 5 juin 1742 à Henriette Sophie von Saalfeld. Elle est la fille d'un conseiller de la guerre et du domaine de Saalfeld à Halle. Le couple a plusieurs filles, dont:
- Henriette
- Henriette Sophia (1749-1751)
- Friederike Magdalena Tugendreich (1747-1827) mariée le 20 mars 1767 à Wattmannshagen avec Balthasar Ludwig Christian von Wendessen (de) (1724-1797)
- Maria Anna Christiane (née en 1743)
- Ferdinanda Elisabeth Henriette Beata (née en 1744)

Comme ses filles n'ont pas droit à l'héritage, son frère Dietrich Christian (1703-1776) en hérite.